# Aventurier (Album)
Albums de Fodé Baro
Donsoké
(1996) Débrouillons-Nous
(2006)
Aventurier est le deuxième album de l’artiste guinéen Fodé Baro. Il est sorti en 2000, enregistré en France,.

## Liste des titres
| Aventurier | Aventurier | Aventurier | Aventurier     | Aventurier | Aventurier | Aventurier | Aventurier | Aventurier | Aventurier |
| No         | Titre      | Auteur     | Compositeur(s) | Durée      |            |            |            |            |            |
| ---------- | ---------- | ---------- | -------------- | ---------- | ---------- | ---------- | ---------- | ---------- | ---------- |
| 1.         | Kounfeko   | Fodé Baro  |                | 5:47       |            |            |            |            |            |
| 2.         | Yirikiki   | Fodé Baro  |                | 4:44       |            |            |            |            |            |
| 3.         | Aventurier | Fodé Baro  |                | 5:37       |            |            |            |            |            |
| 4.         | Minanlaye  | Fodé Baro  |                | 5:22       |            |            |            |            |            |
| 5.         | Camara Ami | Fodé Baro  |                | 5:00       |            |            |            |            |            |
| 6.         | Mami Wata  | Fodé Baro  |                | 6:47       |            |            |            |            |            |
| 7.         | Noumouke   | Fodé Baro  |                | 5:12       |            |            |            |            |            |
| 8.         | Amour      | Fodé Baro  |                | 5:59       |            |            |            |            |            |
| 9.         | Saramaya   | Fodé Baro  |                | 5:57       |            |            |            |            |            |
| 10.        | Salemata   | Fodé Baro  | ,              | 6:36       |            |            |            |            |            |
| 54:61      |            |            |                |            |            |            |            |            |            |

## Prix et reconnaissances
- 2021 : Trophées d'excellence aux victoires de la musique guinéenne[6] ;
- 2000 : Double prix de meilleur album et meilleur clip décernés à Libreville (Gabon) par la chaîne de radio Africa n°1 pour son second album L’Aventurier en 1998 avec son titre Yirikikiki.